# Louis Smith
Louis Antoine Smith (n. 22 aprilie 1989, Peterborough, Anglia, Regatul Unit) este un gimnast britanic, laureat cu o medalie de argint la cal cu mânere la Jocurile Olimpice de vară din 2008 și o medalie de argint la cal cu mânere și cu o medalie de bronz pe echipe la cele din 2012. A câștigat și trei medalii mondiale de argint și două medalii europene de aur.

## Legături externe
Materiale media legate de Louis Smith la Wikimedia Commons
- en  Prezentare Arhivat în 11 ianuarie 2016, la Wayback Machine. la Federația internațională de gimnastică
- en Louis Smith la Olympedia.org